# Bartosz Kuźniarz
Bartosz Kuźniarz (ur. 6 stycznia 1979 w Stalowej Woli) – polski filozof, eseista, tłumacz. Od 2004 pracuje na Uniwersytecie w Białymstoku. Zajmuje się głównie filozofią społeczną.

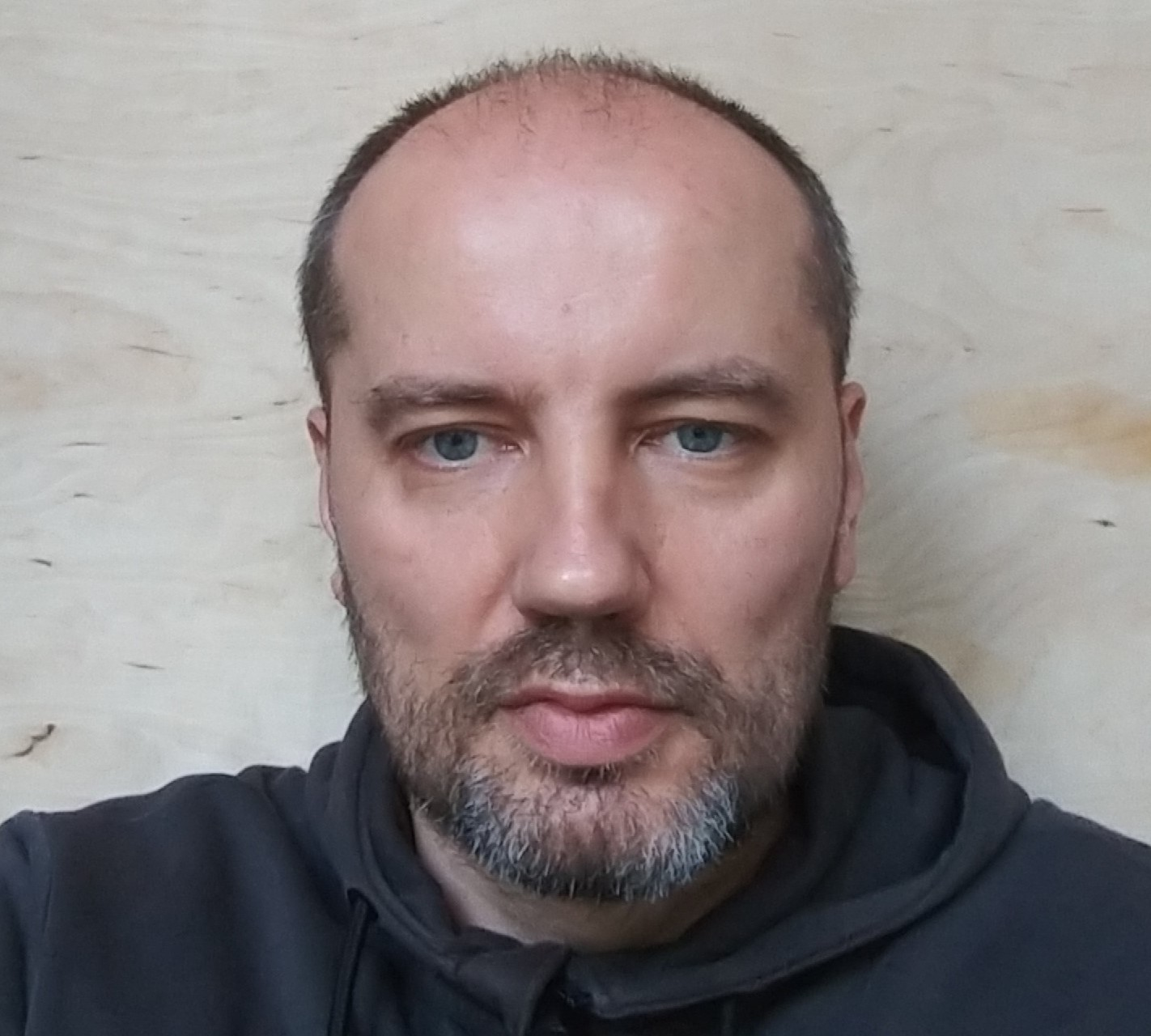
Bartosz Kuźniarz

## Życiorys
Absolwent Archbishop Carroll High School (Radnor, Pa.). Uprawiał koszykówkę w klubie Stal Stalowa Wola. W sezonie 1997/1998 rozegrał w barwach klubu 43 mecze w Polskiej Lidze Koszykówki, zdobywając 8,9 punktu na mecz. Występował również w zespole Zepter Śląsk Wrocław, z którym w sezonie 1998/1999 zdobył Mistrzostwo Polski. W sezonie 1999/2000 był zawodnikiem I-ligowego klubu Rodex Białystok.
Ukończył studia z zakresu socjologii na Uniwersytecie Jagiellońskim, doktorat obronił w 2010 pod opieką Małgorzaty Kowalskiej (Teoria i socjalizm. Postmodernizm w myśli późnej lewicy) w Instytucie Filozofii i Socjologii PAN. Habilitował się w 2021 roku w Instytucie Filozofii i Socjologii PAN na podstawie dorobku naukowego oraz rozprawy Król liczb. Szkice z metafizyki kapitalizmu .
Od 2004 pracownik Uniwersytetu w Białymstoku. Od 2022 pracuje jako profesor w Zakładzie Filozofii Społecznej i Współczesnej Uniwersytetu w Białymstoku. Pełnił funkcję prodziekana Wydziału Historyczno-Socjologicznego (2012-2016), wicedyrektora Instytutu Filozofii oraz prodziekana Wydziału Filozofii na Uniwersytecie w Białymstoku (2019–2024). Od 2024 dziekan Wydziału Filozofii i Kognitywistyki Uniwersytetu w Białymstoku.
W latach 2022-2024 był redaktorem naczelnym portalu Culture.pl. Od 2025 pełni funkcję redaktora naczelnego pisma „Civitas. Studia z filozofii polityki”.
Autor trzech książek i licznych artykułów naukowych. Eseje i teksty publicystyczne publikował w „Odrze”, „Gazecie Wyborczej”, „Kurierze Porannym”, „Teologii politycznej”, „Czasie Kultury”, „Krytyce politycznej”, „Culture.pl”.
Laureat stypendium dla wybitnych młodych naukowców MNiSW w 2013. W 2018 przełożona przez niego książka Davida Graebera Dług. Pierwsze pięć tysięcy lat (Warszawa Wydawnictwo Krytyki Politycznej, 2018) otrzymała I nagrodę w konkursie „Economicus” organizowanym przez „Dziennik – Gazetę Prawną” w kategorii „Najlepszy przekład książki ekonomicznej na język polski”.

## Dorobek  naukowy
Książki
- Pieniądz i system. O diable w gospodarce, Kraków, Wydawnictwo Nomos, 2006.
- Goodbye Mr. Posmodernism. Teorie społeczne myślicieli późnej lewicy, Toruń, Wydawnictwo FNP, 2011[6],
- Farewell to Postmodernism, transl. Stanley Bill, Frankfurt am Mein, Peter Lang, 2015,
- Król liczb. Szkice z metafizyki kapitalizmu, Warszawa, Wydawnictwo Fundacja Augusta hr. Cieszkowskiego, 2020.

Wybrane artykuły
- Fredric Jameson, czyli kultura popularna w służbie rewolucji, „Kultura i społeczeństwo”, 3/2007, s. 71-92,
- Rewolucyjna algebra, „Kronos. Metafizyka, Kultura, Religia”, 2/2012, s. 126-135,
- Małe czerwone Ateny, „Kronos. Metafizyka, Kultura, Religia”, 4/2012, s. 253-264,
- Pierwszy krok w chmurach. O teorii siedliska wydarzeniowego Alaina Badiou, „Diametros”, Issue 38, December 2013,
- Widmo kontroli od Kartezjusza do Marksa, „Principia”, 59-60/2014, s. 229-24,
- Alain Badiou, w: Piotr Nowak (red.), Historia filozofii politycznej: część druga, Warszawa, Wydawnictwo Fundacja Augusta hr. Cieszkowskiego, 2016, s. 1068-1098,
- Choroba na zdrowie. Wiwisekcja (według Kierkegaarda), „Przegląd Filozoficzno-Literacki” nr 1 (46), 2017,
- Simmel and the Posthuman. Money as the God of Bad Infinity, „Polish Sociological Review”, 4/2018, s. 447–462,
- Economic Mind: From Attribution Error to Self-Fulfilling Prophecy, „Studies in Logic, Grammar and Rhetoric”, 62 (75) 2020, s. 245-264,
- Wcielenie, historia i postludzki sposób produkcji, „Praktyka teoretyczna”  37, 3 (2020), s. 197-204,  DOI: 10.14746/prt2020.3.10,
- Lyotard and the Inhuman Mode of Production, w: K. Bamford, M. Grebowicz (red.), Lyotard and Critical Practice, Bloomsbury Academic, London 2022, s. 111-123,
- Gesture of Manifesto, "minnesota review" 99 (2022), s. 60-76, DOI 10.1215/00265667-9993153,
- Człowiek dwubiegunowy. Marcuse, akrazja i psychopatologia populizmu, „Analiza i Egzystencja” 59 (2022), s. 97–115, DOI: 10.18276/aie.2022.59-05.

Przekłady książek
- T. Eagleton, Koniec teorii, Warszawa, Wydawnictwo Krytyki Politycznej, 2012,
- T. Eagleton, Dlaczego Marks miał rację?, Warszawa, Wydawnictwo Krytyki Politycznej, 2014,
- D. Graeber, Dług. Pierwsze pięć tysięcy lat, Warszawa, Wydawnictwo Krytyki Politycznej, 2018,
- L. Strauss, Dialog sokratyczny Kseonofonta. Komentarz do Ekonomika, Warszawa, Teologia Polityczna, 2021.

Wybrane przekłady
- A.M.C. Waterman, Ekonomia jako teologia. Bogactwo narodów Adama Smitha, „Kronos. Metafizyka, Kultura, Religia”, 4/2016, s. 61-79,
- J. B. Foster, Pastorzy naturaliści, „Kronos. Metafizyka, Kultura, Religia”, 4/2016, s. 30-51,
- T. Malthus, Prawo ludności (fragmenty), „Kronos. Metafizyka, Kultura, Religia”, 4/2016, s. 18-29,
- L. Boltanski, Nowy duch kapitalizmu (wybór), „Kronos. Metafizyka, Kultura, Religia”, 2/2015, s. 55-69,
- A. Badiou, Co to znaczy żyć?, „Kronos. Metafizyka, Kultura, Religia” 1/2012, s. 135-141,
- F. Jameson, Raymond Chandler, „Krytyka polityczna”, nr 20-21/2010, s. 140-158,
- F. Jameson, Mapowanie poznawcze, „Krytyka polityczna”, nr 16-17/2009, s. 232-240,
- L. Strauss, O Lukrecjuszu, „Kronos. Metafizyka, Kultura, Religia” 4/2020,
- F. Jameson, Utopia, modernizm i śmierć, przeł. B. Kuźniarz, „Kronos. Metafizyka, Kultura, Religia”, 1/2022, s. 186-221.